# Cày (nông cụ)

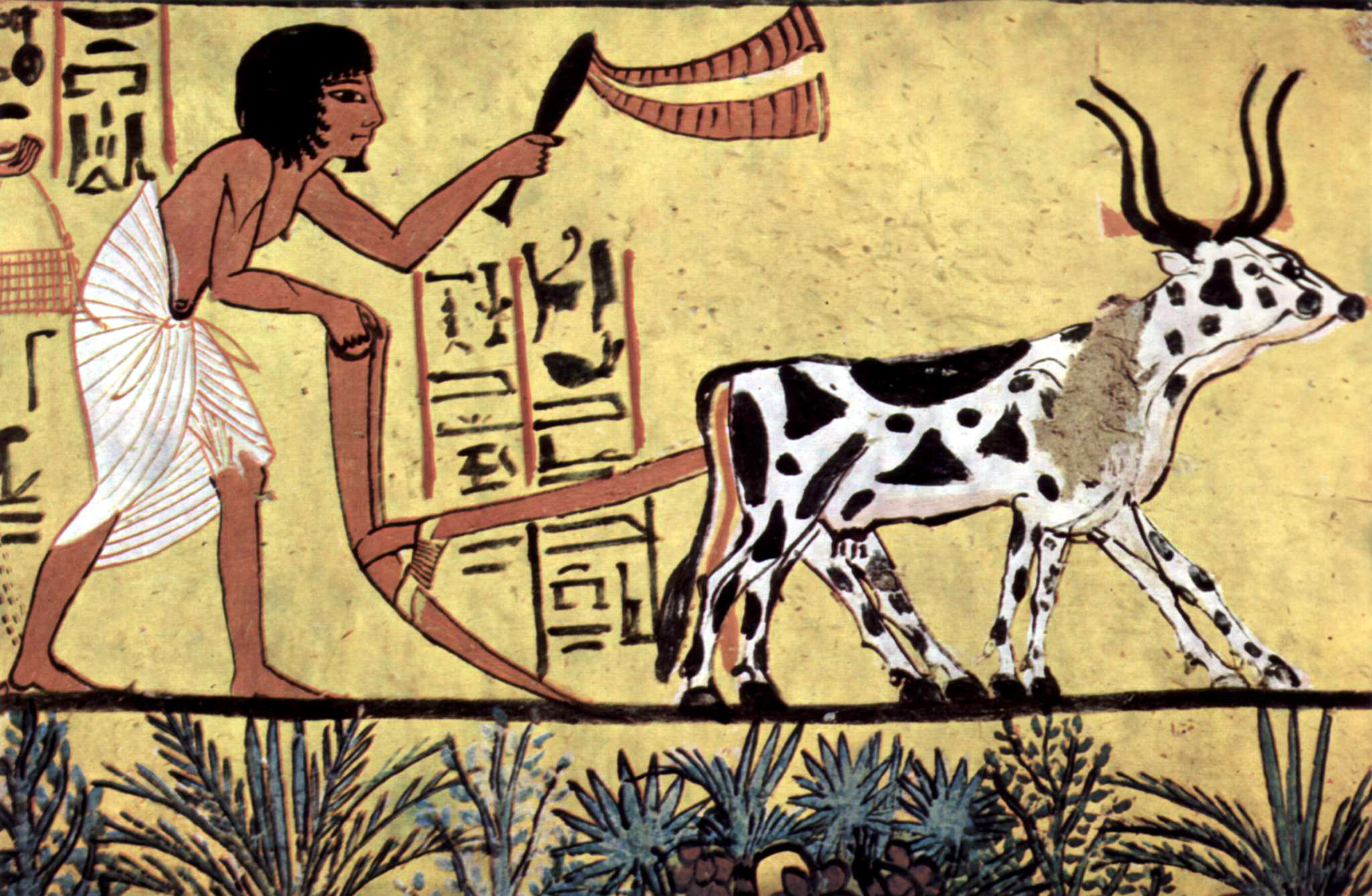
Bích họa Cổ Ai Cập vẽ bò kéo cày

Cây cày là một nông cụ dùng trong khâu canh tác xới đất lên. Việc này khá nặng nên cây cày cần sức kéo thật khỏe, con người khó đam nổi, phải dùng súc vật như trâu, bò hay ngựa. Sang thế kỷ 20 với kỹ thuật cơ khí thì có máy kéo thay động vật.

## Việt Nam

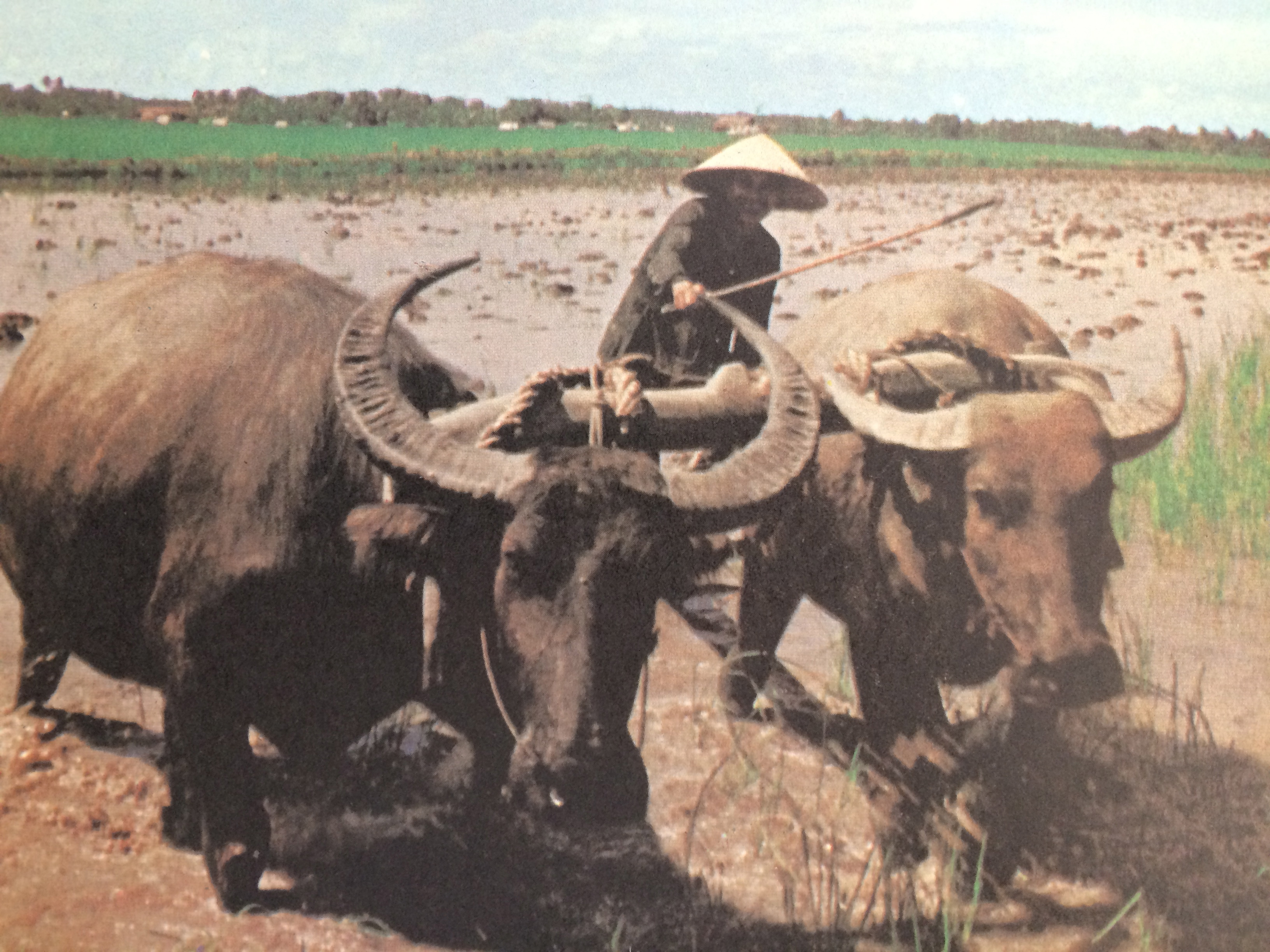
Cày ruộng bằng cày bắp ở trong Nam

Tính đến đầu thế kỷ 20 cây cày truyền thống ở Việt Nam có ba loại:
1. Cày chìa vôi
2. Cày đỏi
3. Cày bắp

### Cày chìa vôi
Đây là loại cày dùng ở trung châu miền Bắc. Cày cấu tạo bằng một khúc gỗ cong, một đầu chuốt thon để người cày cầm nắm đằng chuôi gọi là xeo cày (hay seo cày, cũng gọi là hò cày). Xeo cần đứng thẳng góc với mặt đất. Đầu kia to bản gọi là mom cày, vót nhọn để lắp lưỡi cày. Lưỡi cày đúc bằng kim loại, xưa là bằng gang hình tam giác để đâm chếch xuống đất. Phía trên lưỡi là một mẳnh sắt dẹp gọi là diệp cày dạng nghiêng với tác dụng lật đất tơi về một phía cho thành luống. Lưỡi cày và diệp cày là phần duy nhất bằng sắt. Phần còn lại toàn bằng gỗ. Thân cày phải dùng gỗ tốt như nghiến hay lim. Thân cày nối với bắp cày thường bằng tre có láng (hay náng) lắp mộng đâm suốt, giữ cho chắc, tạo thành một khung hình tam giác. Bằng cách điều chỉnh láng ở chỗ xuyên qua bắp cày, nhà nông cỏ thể thay đổi dốc lưỡi cày đâm nông hay sâu vào đất. Đầu kia bắp cày nối với lắc loi, dây nài và ách buộc vào cổ trâu bò. Cày chìa vôi thường dùng một con trâu hay bò để kéo.

### Cày đỏi
Vào tới miền Trung cày địa phương mang ảnh hưởng cày của người Chàm. Khác với cày chìa vôi vốn nhẹ dùng một khúc gỗ cong chữ "C" từ xeo xuống mom, cày đỏi uốn hình dấu "~" dựng đứng (còn gọi là hình lưng con sóc), phần chuôi thon còn phần phía lưỡi khá to và dày, đáy bằng gọi là trạnh cày với tác dụng như diệp cày. Phần chuôi nắm thay vì thẳng góc với mặt đất thì lại uốn nằm song song với mặt đất. Bắp cày của cày đỏi ngắn hơn bắp cày của cày chìa vôi. Thay vì bắp cày nối thẳng với lắc loi và bộ dây nài, cày đỏi dùng một khúc cây nữa dài gần hai mét, gọi là cái đỏi làm trung gian giữa bắp cày và dây nài. Cây đỏi giúp người cày giữ thân cày đều hơn, không bị trâu bò lôi xuống hoặc xốc lên nếu gặp chỗ ruộng quá trũng hoặc mô lên. Cày đỏi thường dùng một hoặc hai con trâu hay bò để kéo. Cày đỏi còn gọi là cày thổ.

### Cày bắp
Cày bắp là loại cày dùng ở miền Nam do ảnh hưởng của người Miên. Cày này dùng một bắp cày dài gần ba mét nối thẳng với ách, trong nam gọi là quải. Vì vậy cày không dùng lắc loi. Cày bắp khác với cày chìa vôi và cày đỏi vì phải dùng hai con trâu hay bò để kéo.